# Tococa lancifolia
Tococa lancifolia är en tvåhjärtbladig växtart som beskrevs av Richard Spruce och José Jéronimo Triana. Tococa lancifolia ingår i släktet Tococa och familjen Melastomataceae. Utöver nominatformen finns också underarten T. l. anaphysca.